# Eugen Ray
Eugen Ray (Gebstedt, 26 luglio 1957 – Lipsia, 18 gennaio 1986) è stato un velocista tedesco orientale, vincitore di due medaglie d'argento agli Europei di Praga 1978.

## Biografia
Nel 1975, appena diciottenne, si mise in evidenza battendo sui 100 m piani il cubano Silvio Leonard, co-primatista mondiale della specialità. L'anno seguente stabilì il record mondiale juniores dei 100 m piani con il tempo di 10"16, ma un infortunio lo costrinse a rinunciare alla partecipazione ai Giochi olimpici di Montréal 1976.
Nel 1977 vinse i 100 m piani, i 200 m piani e la staffetta 4×100 m in Coppa Europa. Nella stessa stagione gareggiò anche in Coppa del mondo, giungendo secondo sia nei 100 m piani, battuto per due centesimi dallo statunitense Steve Williams, sia nella staffetta veloce, di nuovo alle spalle del quartetto statunitense. L'anno seguente, nelle medesime specialità, colse altri due secondi posti ai campionati europei di Praga: nei 100 m piani a batterlo fu Pietro Mennea, mentre la staffetta tedesco-orientale fu superata da quella polacca.
Partecipò ai Giochi olimpici di Mosca 1980, venendo eliminato in semifinale nella gara individuale dei 100 m piani e ottenendo un quinto posto nella staffetta 4×100 m.
Fu campione nazionale della Germania Est sui 100 m piani nel 1977, 1978 e 1980; vinse inoltre un titolo nazionale sui 60 m piani indoor e due sui 100 m piani indoor.
Ray morì il 18 gennaio 1986, all'età di soli 28 anni, in un incidente stradale mentre lavorava come vigile del traffico a Lipsia, nella ex Germania Est.

## Palmarès
| Anno | Manifestazione  | Sede  | Evento      | Risultato  | Prestazione | Note |
| ---- | --------------- | ----- | ----------- | ---------- | ----------- | ---- |
| 1978 | Europei         | Praga | 100 m piani | Argento    | 10"36       |      |
| 1978 | Europei         | Praga | 4×100 m     | Argento    | 38"78       |      |
| 1980 | Giochi olimpici | Mosca | 100 m       | Semifinale | 10"47       |      |
| 1980 | Giochi olimpici | Mosca | 4×100 m     | 5º         | 38"73       |      |

## Altre competizioni internazionali
1977
- Coppa Europa di atletica leggera ( Helsinki)
- Oro in Coppa Europa ( Helsinki), 100 m piani - 10"12
- Oro in Coppa Europa ( Helsinki), 200 m piani - 20"86
- Oro in Coppa Europa ( Helsinki), 4×100 m - 38"84
- Argento in Coppa del mondo ( Düsseldorf), 100 m piani - 10"15
- 4º in Coppa del mondo ( Düsseldorf), 200 m piani - 20"57
- Argento in Coppa del mondo ( Düsseldorf), 4×100 m - 38"57

1979
- Coppa Europa di atletica leggera ( Torino)